# 善勇猛般若経
『善勇猛般若経』（ぜんゆうみょうはんにゃきょう、梵: Suvikrāntavikrāmi-paripṛcchā-prajñāpāramitā Sūtra, スヴィクラーンタヴィクラーミ・パリプリッチャー・プラジュニャーパーラミター・スートラ）とは、大乗仏教の般若経典の1つ。
原題は、「スヴィクラーンタヴィクラーミ」（Su-vikrānta-vikrāmi）が「勇敢」を意味する語を重ねた、漢訳で「善勇猛」（ぜんゆうみょう）と訳される菩薩の名で、「パリプリッチャー」（paripṛcchā）が「問い」、「プラジュニャーパーラミター」（prajñāpāramitā）が「般若波羅蜜（智慧の完成）」、「スートラ」（sūtra）が「経」、総じて「善勇猛菩薩が問う般若波羅蜜（智慧の完成）の経」の意。

## 概要
般若経典の中では、後期に成立したもので、その長さから「二千五百頌般若経」とも呼ばれる。6世紀の中期中観派の僧バーヴァヴィヴェーカ（清弁）による『中論』の註釈書である『般若灯論釈』に引用されているので、それまでには成立していたと考えられる。
サンスクリット原典、漢訳、チベット語訳、いずれもが現存しており、漢訳は玄奘訳『大般若波羅蜜多経』（大般若経）全16部（会）600巻の最後、般若波羅蜜を説く「第十六 般若波羅蜜多分」（第593巻-第600巻）の全8巻がそれに相当する。

## 構成

### 場面設定
ある時、釈迦は王舎城の竹林精舎に1250人の比丘と共に滞在していた。釈迦が彼らに説法していると、その中にいた善勇猛（ぜんゆうみょう）という名の菩薩が立ち上がり、「般若波羅蜜」（智慧の完成）とは何なのか問う。こうして釈迦によって、その内容が語られていく。

### 章別
全7章から成る。
1. 序
2. アーナンダ
3. 真如
4. 比喩
5. スブーティ
6. 実践
7. 讃嘆

## 日本語訳
- 『大乗仏典1 般若部経典 - 金剛般若経/善勇猛般若経』 長尾雅人、戸崎宏正訳 中公文庫